# A6 (Cyprus)
De autosnelweg A6 is een autosnelweg in Cyprus.
De snelweg vormt de verbinding tussen Limassol en Paphos. De weg is 66 km lang.
De weg volgt de zuidkust.
A1 · A2 · A3 · A5 · A6 · A7 · A8 · A9 · A22